# Simon de Joinville
Vous lisez un « bon article » labellisé en 2020.
Simon de Joinville, né vers 1175 et mort en 1233, est seigneur de Sailly puis de Joinville au début du XIIIe siècle. Il est le quatrième fils de Geoffroy IV et de son épouse Helvide de Dampierre. Il succède à son frère aîné Geoffroy V lorsque ce dernier meurt en Terre sainte durant la quatrième croisade et devient à son tour seigneur de Joinville jusqu'à sa mort.
Il épouse en premières noces Ermengarde de Montclair, qui lui apporte en dot la seigneurie de Montclair, dans le diocèse de Trèves, avec laquelle il a trois enfants. Peu après, il guerroie aux côtés du duc de Lorraine Ferry II contre le comte de Bar Thiébaut Ier.
Il prend ensuite part à la croisade des albigeois et combat certainement aux sièges de Béziers et de Carcassonne. De retour en Champagne, il jure allégeance à la comtesse régente de Champagne Blanche de Navarre et son fils, le futur Thibaut IV de Champagne, en prévention contre les prétentions prochaines de son cousin Érard de Brienne, mais se rallie finalement à la cause de ce dernier lors de la guerre de succession de Champagne. Mais il est défait par les forces réunies du comté de Champagne et du duché de Bourgogne et contraint de se soumettre.
Il prend peu après la décision de rejoindre la cinquième croisade et participe au siège de Damiette où il retrouve son cousin Jean de Brienne, désormais roi de Jérusalem. Une fois la ville tombée, il retourne à Joinville où était entre-temps décédée son épouse.
Il épouse par la suite en secondes noces Béatrix d'Auxonne qui lui apporte le château de Marnay en dot. Ils sont les parents de six autres enfants.
Puis, il accompagne le comte Thibaut en Occitanie afin de continuer la croisade des albigeois où il participe au siège d'Avignon. Mais il n'y reste que quarante jours et repart avec son suzerain dans ses états.
Quelques années plus tard, il soutient le comte de Champagne contre une ligue de puissants barons unis contre lui. Il effectue alors en représailles une chevauchée en Barrois. Par la suite, il doit réunir d'urgence ses vassaux afin d'aller secourir la ville de Troyes contre les ennemis du comte.
Simon de Joinville meurt en 1233 et est inhumé dans l'abbaye de Clairvaux. Il laisse son fils et héritier, Jean de Joinville, futur chroniqueur de la vie de Saint Louis, encore mineur sous la tutelle de sa veuve Béatrix d'Auxonne.

## Biographie

### Origines

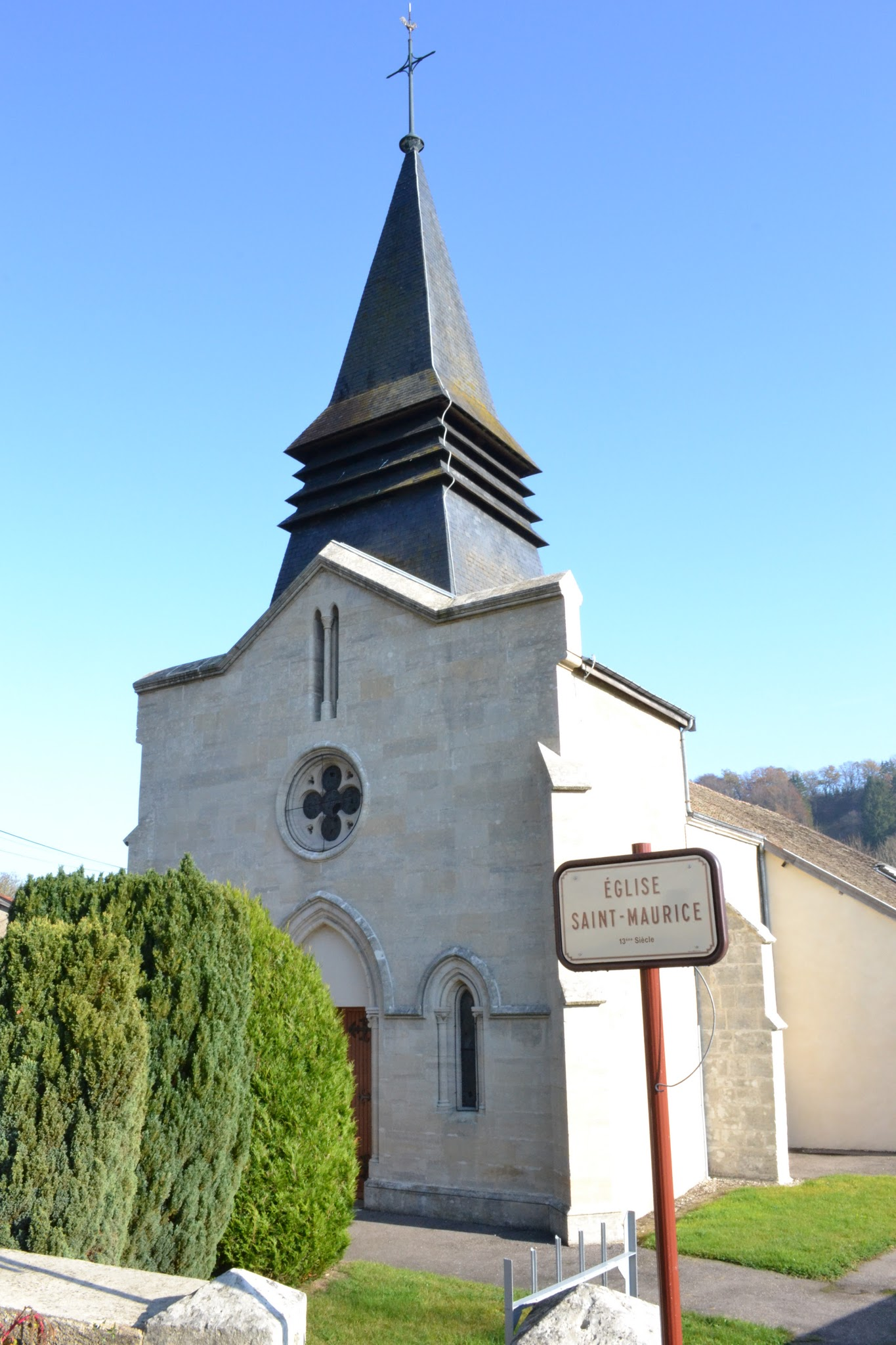
L'église Saint-Maurice de Sailly, dont la construction date du XIIIe siècle.

Simon de Joinville est né vers 1175, probablement au château de Joinville. Il est le quatrième fils de Geoffroy IV, seigneur de Joinville, et de son épouse Helvide de Dampierre, elle-même fille de Guy Ier, seigneur de Dampierre et vicomte de Troyes, et de son épouse Helvide de Baudément,.
La maison de Joinville est l'une des plus anciennes et puissantes familles du comté de Champagne, dont elle est vassale. Par le jeu des alliances matrimoniales, elle est l'alliée naturelle des familles de Reynel, Vignory, Brienne, Dampierre, etc.
Preuve de l'importance de la famille de Joinville en Champagne, le grand-père de Simon, Geoffroy III, a obtenu du comte Henri le Libéral la sénéchaussée du comté. Alors que les autres titres de grands-officiers de Champagne sont accordés à titre viager, celui de sénéchal est le seul à être transmis de père en fils.

### Début de carrière

#### Accession à la seigneurie de Joinville
Geoffroy IV meurt en 1190 au siège de Saint-Jean-d'Acre durant la troisième croisade. Il y était accompagné par son fils aîné Geoffroy V. Simon de Joinville a également souvent été cité comme accompagnant son père et son frère en Terre sainte par des auteurs du XIXe siècle et du début du XXe siècle,,, mais il s'agit très certainement d'une erreur. En effet, Simon de Joinville est supposé être né vers 1175 et serait par conséquent trop jeune pour avoir participé à cette croisade.

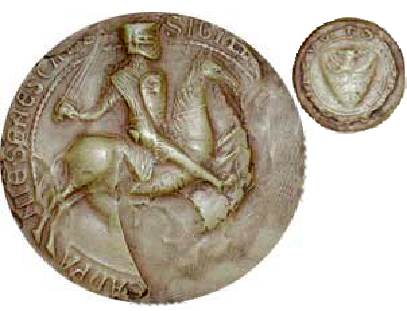
Sceau montrant Simon de Joinville, monté sur son destrier, vêtu d’un haubert recouvert d’une cotte d’armes sans manches serrée à la taille par une ceinture et la tête protégée par un heaume cylindrique à timbre plat, brandissant une épée de la main droite et de la gauche un bouclier triangulaire.

À la mort du sire de Joinville, l'aîné de ses frères, Geoffroy V, revenu de la croisade avant la fin du siège de Saint-Jean-d'Acre, hérite de la seigneurie de Joinville, tandis que le deuxième frère, Robert, obtient celle de Sailly. Le troisième frère, Guillaume, est destiné à une carrière ecclésiastique et devient archidiacre de Châlons en 1191, puis évêque de Langres de 1209 jusqu'à 1219, et enfin archevêque de Reims de 1209 jusqu'à sa mort en 1226,.

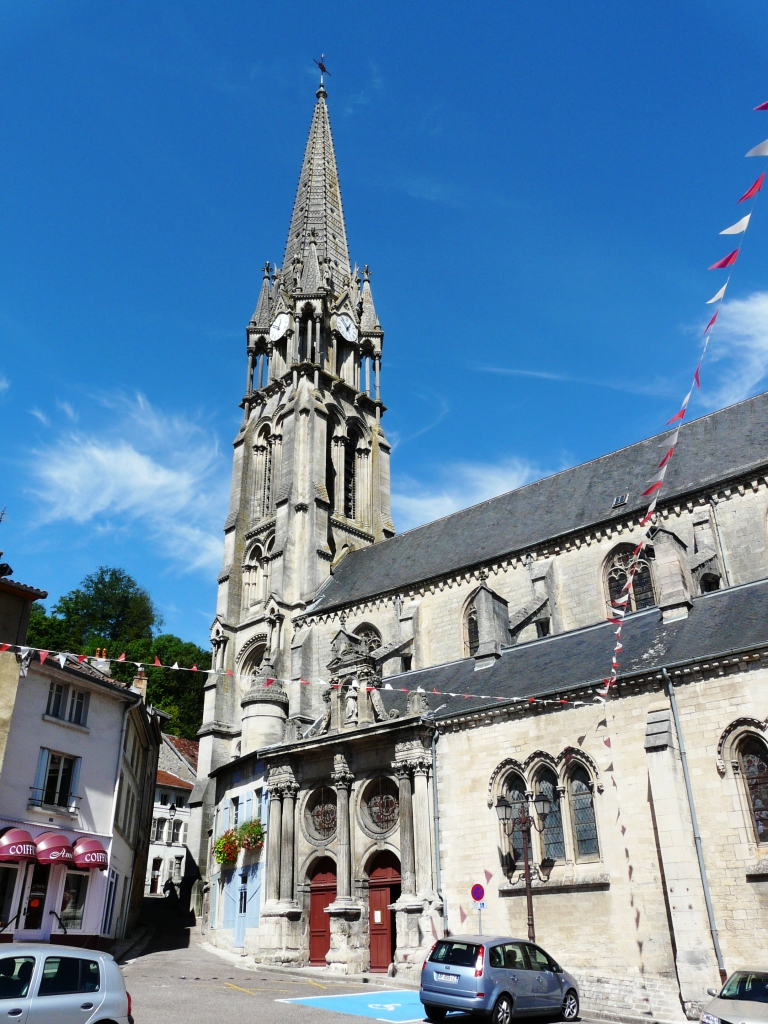
L'église de la Nativité-de-Notre-Dame de Joinville, dont le début de la construction date du XIIe siècle.

Simon de Joinville n'est donc pas destiné à obtenir de titre ni à fonder une nouvelle branche de la famille de Joinville. Toutefois, Geoffroy V meurt fin 1203 ou début 1204 en combattant au krak des Chevaliers en Terre sainte pendant la quatrième croisade. Quant à Robert, il était parti en avril 1201 afin d'aider son cousin le comte Gautier III de Brienne dans sa conquête des Deux-Siciles en laissant probablement la seigneurie de Sailly à son frère puîné Simon de Joinville. Robert trouve la mort à Sarno, en Italie, le 11 juin 1205. Guillaume étant devenu ecclésiastique, Simon de Joinville devient par conséquent le nouveau sire de Joinville, titre qu'il arbore dès juin 1204 dans un acte célébrant l'anniversaire de son défunt frère.
Dans une charte de mai 1206, il porte pour la première fois le titre de sénéchal de Champagne, que possédaient déjà son père et son grand-père avant lui, mais la comtesse de Champagne Blanche de Navarre lui conteste par la suite la nature héréditaire de cette fonction.
Quant à la seigneurie de Sailly, elle passe au frère puîné de Simon, Guy de Joinville.
Le dernier frère cadet de Simon, André de Joinville, devient chevalier de l'ordre du Temple.

#### Premier mariage

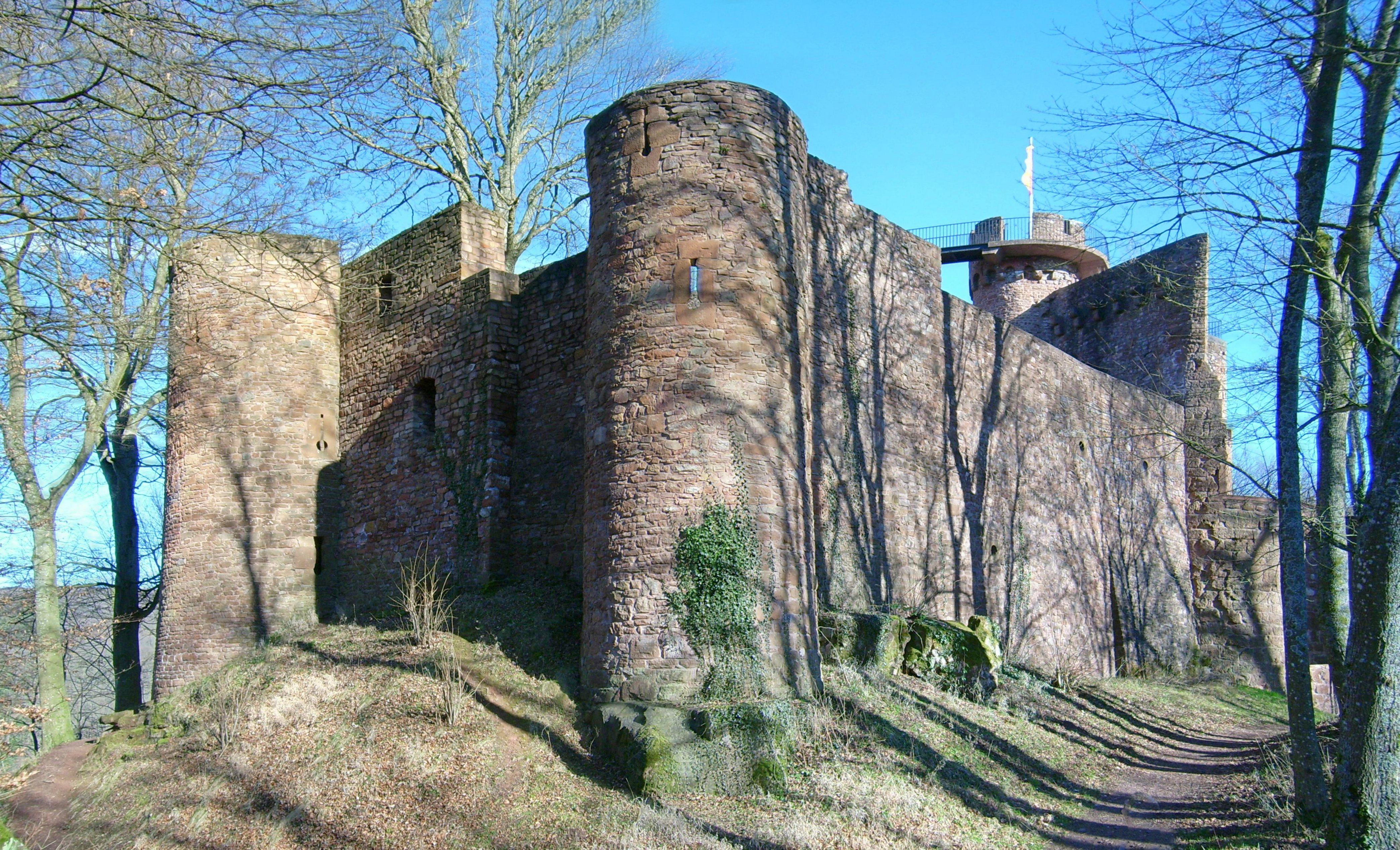
Ruines du château de Montclair situé sur le territoire de la commune allemande de Mettlach, en Sarre.

Alors qu'il déclare être sans femme et sans enfant dans un acte de 1205, l'accession à la seigneurie le pousse à devoir fonder sa propre lignée. Contrairement à ses aînés qui ont tous cherché leurs épouses dans le comté de Champagne, Simon de Joinville se marie vers 1207 avec Ermengarde de Montclair, fille et héritière de Jean, seigneur de Montclair et avoué de l'abbaye de Merzig dans le diocèse de Trèves.
À la suite de ce mariage, Simon de Joinville prend quelquefois le titre de seigneur de Montclair, mais à la mort de son épouse, probablement peu après 1218, ce titre revient à son fils aîné Geoffroy de Joinville. Toutefois, ce dernier meurt vers 1232 sans héritier ; le titre passe donc à sa sœur puînée Isabelle de Joinville qui devient dame de Montclair. Celle-ci épouse par la suite Simon IV de Clefmont. Par conséquent, les seigneurs de cette maison deviennent également seigneurs de Montclair.
Simon de Joinville et Ermengarde de Montclair ont ensemble trois enfants,.

### Le temps des guerres

#### Chevauchée en Barrois
Durant l'année 1208, le duc de Lorraine Ferry II, alors en guerre contre son beau-père le comte de Bar Thiébaut Ier, dévaste les terres de l'abbaye de Gorze, placée sous la surveillance de ce comte, en représailles de semblables dommages occasionnés un an plus tôt par le comte sur les terres du duc. Mais le duc est fait prisonnier avec deux de ses frères et est contraint d'accepter les conditions du comte et un traité est conclu le 2 novembre 1208.
Simon de Joinville a très probablement pris part à cette guerre, car il figure comme pleige pour 200 marcs d'argent sur les 2 000 que devait payer le duc de Lorraine et est désigné par ce duc comme l'un des otages choisis parmi ses hommes. Il est à noter que dans ce traité, Simon de Joinville est systématiquement nommé à côté des plus grands seigneurs tels que le duc de Bourgogne ou le comte de Deux-Ponts.

#### Croisade des albigeois
En 1209, il décide de participer à la croisade des albigeois. Afin de préparer son départ et de s'attirer les faveurs divines, il fait divers dons à la collégiale Saint-Laurent de Joinville, aux abbayes de La Crête et de Clairvaux ou encore au prieuré de Mathons.
Il part probablement au mois de juin 1209 puis est signalé peu après dans la région de Montségur.
Simon ne reste pas longtemps en Languedoc et est de retour à Joinville en juillet 1210. Peut-être a-t-il fait partie des croisés qui choisirent de rentrer chez eux après la prise de Béziers et de Carcassonne aux mois de juillet et août 1209.

#### Guerre de succession de Champagne

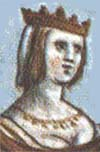
La comtesse Blanche de Navarre.

Avant même le début de la guerre de succession de Champagne, la comtesse régente Blanche de Navarre, anticipant les futures prétentions d'Érard de Brienne et de Philippa de Champagne, demande à ses vassaux de faire hommage à son jeune fils le futur Thibaut IV de Champagne, âgé de 13 ans et hériter du comté de Champagne. Simon de Joinville est alors le premier à prêter ce serment dès août 1214, mais il profite de l'occasion pour mettre sa promesse sous réserve de l'hérédité de la sénéchaussée de Champagne. Son frère Guillaume de Joinville, alors évêque de Langres, et son cousin Gautier Ier de Vignory se portent cautions de cette promesse en août 1214 et septembre 1214,.
Mais Simon de Joinville ne respecte pas son serment et prend finalement parti pour le prétendant Érard de Brienne contre la comtesse Blanche de Navarre. Il laisse ainsi au début de l'année 1216 son château de Joinville à Érard lorsque celui-ci commence de revendiquer le comté de Champagne par la force. Les raisons de ce revirement peuvent s'expliquer par les liens de parenté étroits entre Érard et Simon,, mais aussi pour la sénéchaussée de Champagne qui fait partie des revendications ultérieures de Simon.

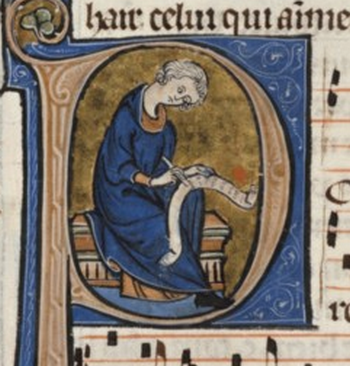
Le comte Thibaut IV, dit le Chansonnier.

Une première trêve à lieu en avril 1216 après l'intervention du roi qui impose la paix, mais les hostilités sont rapidement relancées par Érard de Brienne qui s'estime toujours floué de ses biens qui ont été confisqués par la comtesse pendant son séjour en Terre sainte. Vers la même période, le pape Honorius III exhorte Simon de Joinville à exécuter son vœu de rejoindre la cinquième croisade et entraîner ainsi par son exemple d'autres croisés hésitants, mais Simon préfère rester avec les autres coalisés et continuer le combat.
Le 5 décembre 1217, Érard de Brienne et Simon de Joinville déclarent de concert avec Renard II de Choiseul qu'ils accordent à Blanche de Navarre une trêve qui durera jusqu'au premier dimanche après Noël,.
En juin 1218, Blanche de Navarre et le duc de Bourgogne Eudes III, alors en marche pour attaquer la ville de Nancy où siège le duc de Lorraine qui compte parmi les plus puissants soutiens d'Érard de Brienne, attaquent tour à tour les châteaux de Châteauvillain, de Clefmont et de Joinville. Lors de ces batailles, Simon perd également son château de Doulevant qui est pris par la comtesse.
Le sire de Joinville prend probablement part à ces batailles, mais le 7 juin 1218, défait, il se soumet et fait hommage à la comtesse Blanche et à son fils Thibaut. Comme gage de fidélité, il leur laisse en otage son fils aîné Geoffroy et remet son château de Joinville entre les mains de son frère Guillaume, évêque de Langres. De plus, son vassal Hugues de la Fauche doit transférer son hommage à Blanche. Les seules concessions que Simon parvient à obtenir sont la reconnaissance de l'hérédité du titre de sénéchal de Champagne ainsi qu'une indemnité en échange de la mouvance de la Fauche.
Enfin, le 20 décembre 1218, Simon de Joinville est relevé par le pape Honorius III de l'excommunication dont il avait été victime comme tous les partisans d'Érard de Brienne,.

#### Cinquième croisade

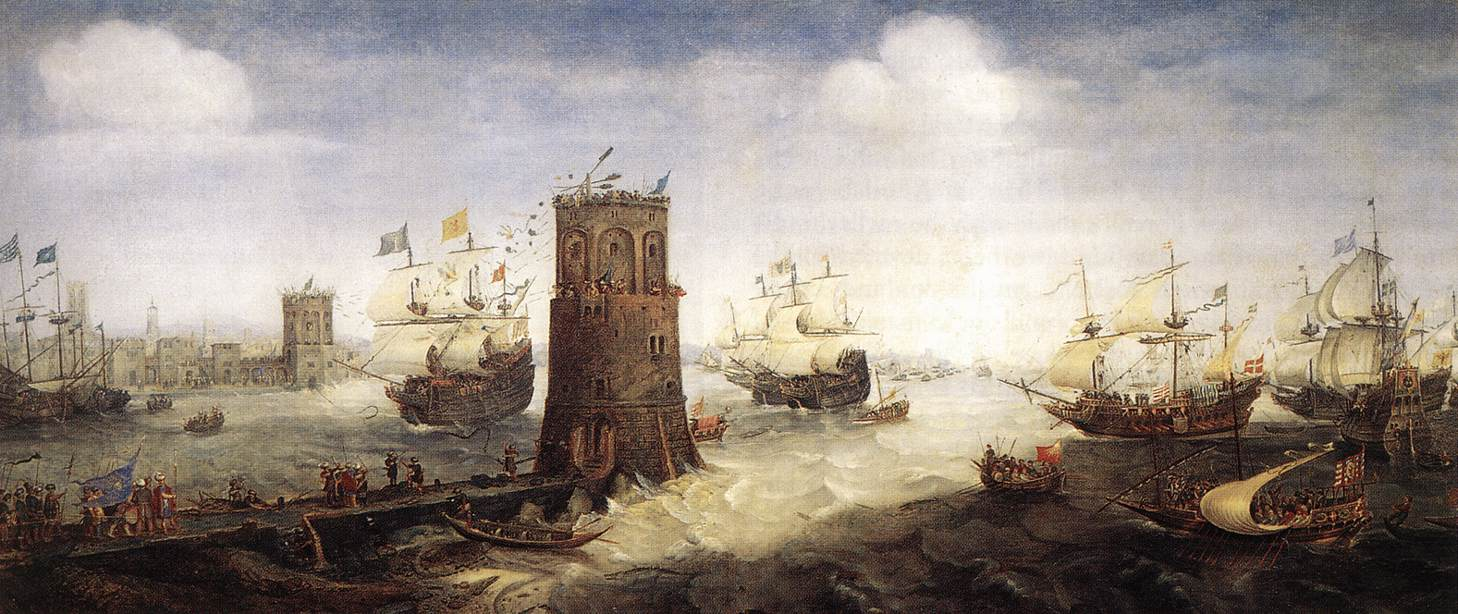
Navire brisant la chaîne de Damiette lors la cinquième croisade.
Peinture d'histoire de Cornelis Claesz van Wieringen, musée Frans Hals, vers 1625.

En 1218, il prend part à la cinquième croisade et participe au siège de Damiette sous le commandement de son cousin le roi de Jérusalem Jean de Brienne. Une des causes de ce départ pourrait être la volonté de se tenir éloigné des conflits qui subsistent encore en Champagne.
En 1219, il figure comme témoin à Damiette dans le testament de Jean de Nully, dans lequel ce dernier lègue à l'abbaye de Montier-en-Der et aux Templiers tout ce qu'il possède à Sommevoire à parts égales.
Simon de Joinville reste à Damiette jusqu'à la chute de la ville et semble être reparti dans la même période que le roi Jean de Brienne qui quitte la croisade à la suite de désaccords avec le légat Pélage Galvani. Il est de retour dans ses domaines en septembre 1220,, où il constate probablement le décès de son épouse Ermengarde de Montclair.

#### Retour à la croisade des albigeois
Au début de l'année 1226, le roi Louis VIII le Lion décide d’intervenir en Occitanie, avec la bénédiction du pape Honorius III qui déclare la croisade, et est rejoint par un grand nombre de ses vassaux afin de commencer le siège d'Avignon le 10 juin 1226. Le comte Thibaut IV de Champagne, accompagné de son sénéchal Simon de Joinville, n'arrive qu'une semaine plus tard environ.
Mais Thibaut, estimant son devoir vassalique rempli, quitte la croisade au bout de quarante jours malgré les injonctions et menaces du roi de France, avec le sire de Joinville à ses côtés. Le roi Louis VIII meurt le 8 novembre 1226 à Montpensier et Thibaut est accusé par ses détracteurs de l'avoir empoisonné avant de fuir la croisade.

#### Fronde contre le comte de Champagne

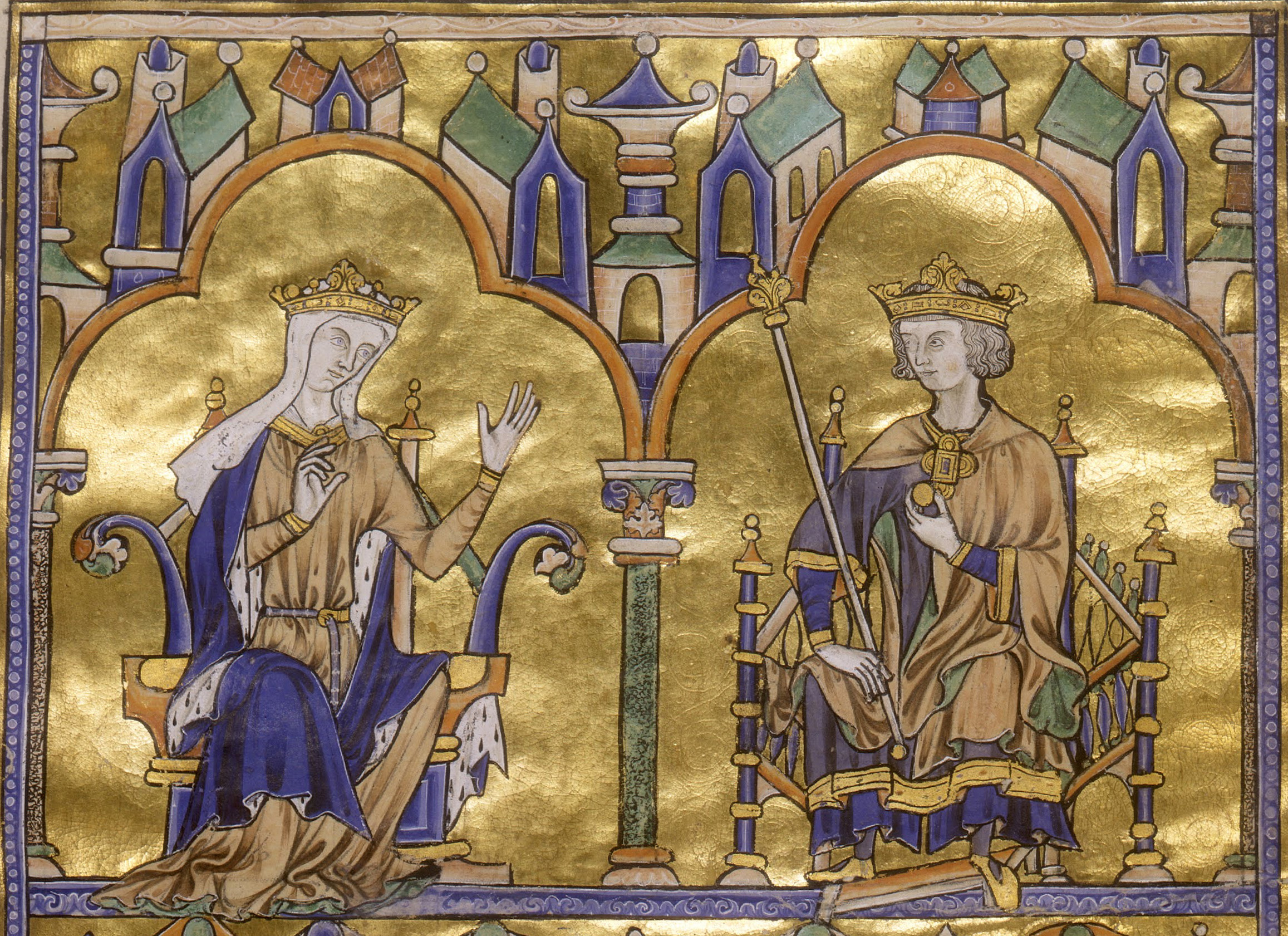
Blanche de Castille et Louis IX, détail d'une miniature de la Bible moralisée de Tolède, 1240.

En l'an 1227, le comte de Champagne Thibaut IV forme une ligue réunissant plusieurs grands vassaux qui souhaitent s'opposer à la reine régente Blanche de Castille et au sacre du jeune Louis IX, mais constatant la futilité de sa cause et manquant de confiance dans ses compagnons, il les trahit et se rend auprès du roi qui lui accorde son pardon.
Le conflit reprend en 1229, et une nouvelle ligue, mécontente du revirement passé du comte de Champagne, pénètre et ravage la Champagne. Saint-Florentin est la première ville à être saccagée, suivie de Chaource puis de Bar-sur-Seine avant l'arrivée du roi de France qui restaure la paix.
Mais les combats reprennent peu après, et le comte de Bar Henri II attaque les terres du duc de Lorraine Mathieu II, allié à Thibaut, et dévaste plus de soixante-dix villages. En représailles, le duc, Thibaut et Simon ravagent le Barrois. Le sire de Joinville fait également fortifier son château de Montiers-sur-Saulx, sur ses possessions limitrophes du comté de Bar, mais celui-ci est ruiné par Henri II de Bar,.
Quelques mois plus tard, c'est au tour du duc de Bourgogne Hugues IV, rejoint par ses alliés, d'attaquer la Champagne. Ils chassent Thibaut de Provins qui doit fuir vers Paris afin de demander l'aide du roi, puis marchent sur Ramerupt avant d'attaquer Troyes vers août 1230. Effrayés, les habitants envoient chercher le sénéchal dans son château de Joinville. Celui-ci convoque alors immédiatement ses vassaux avant de faire une marche de nuit vers Troyes. Face à cette troupe et sachant proches les renforts du duc de Lorraine et du roi de France, les armées coalisées renoncent au siège de la ville,.

### Fin de carrière

#### Deuxième mariage

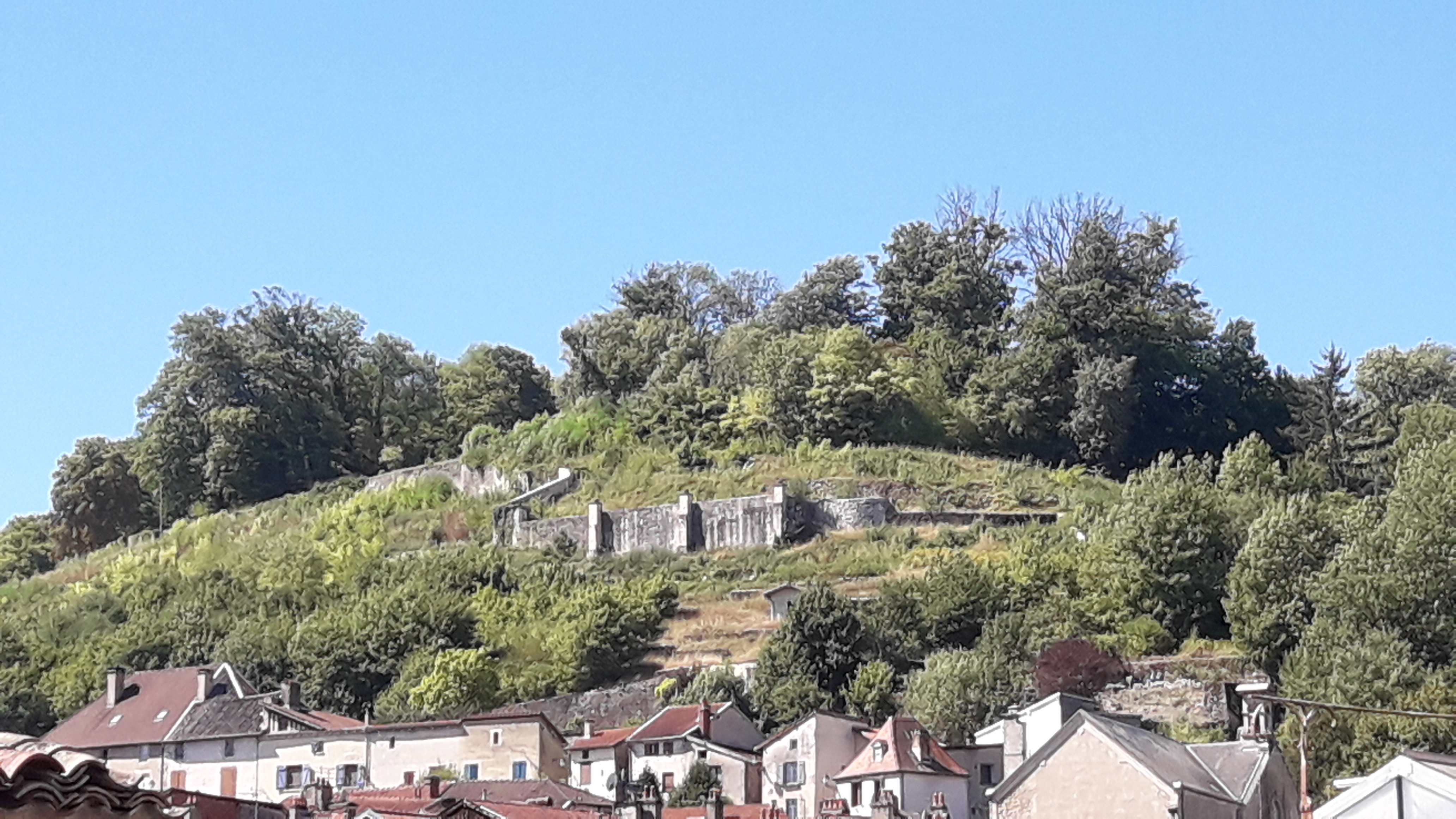
Vestiges du château médiéval de Joinville, dit château d'En-Haut, détruit lors de la Révolution.

Veuf depuis 1219 environ et son retour de la croisade, Simon de Joinville contracte dès 1224 une nouvelle alliance avec Béatrix d'Auxonne, sœur de Jean de Chalon et fille d'Étienne II, comte d'Auxonne et comte titulaire de Bourgogne (mais évincé par la descendance de l'empereur romain germanique Frédéric Barberousse et de Béatrix de Bourgogne), et de son épouse Béatrix de Chalon. Dans le cadre de ce mariage, Béatrix apporte comme dot le château de Marnay.
Fait assez rare pour cette époque, Béatrix d'Auxonne n'était pas veuve, mais séparée de son précédent mari, Aymon II, seigneur de Faucigny, avec lequel elle avait eu deux premiers enfants.
Simon de Joinville et Béatrix d'Auxonne auront ensemble six autres enfants,. De plus, les chroniques contemporaines semblent indiquer que les enfants des premiers lits de chacun des deux époux s'entendaient tous très bien ensemble et qu'ils aient œuvré de manière conjointe à leurs fortunes..

#### Difficultés financières
Les expéditions militaires de Simon de Joinville, tant en Champagne qu'en Terre sainte, ainsi que probablement son second mariage avec Béatrix d'Auxonne, lui laissent de nombreuses dettes qu'il semble avoir remboursées avec difficulté.
Ainsi, le 1er août 1222, il doit emprunter la somme de 500 livres à l’évêque de Châlons sous la caution du comte de Champagne, et en septembre de la même année il est contraint d'engager aux moines de Clairvaux ses revenus de Charmes et de Colombey pour 400 livres. Ces sommes sont considérables pour l’époque.
Son frère Guillaume, dorénavant archevêque de Reims, se porte également caution de Simon et s’engage à restituer les emprunts de son frère si celui-ci fait défaut.

#### Mort et succession

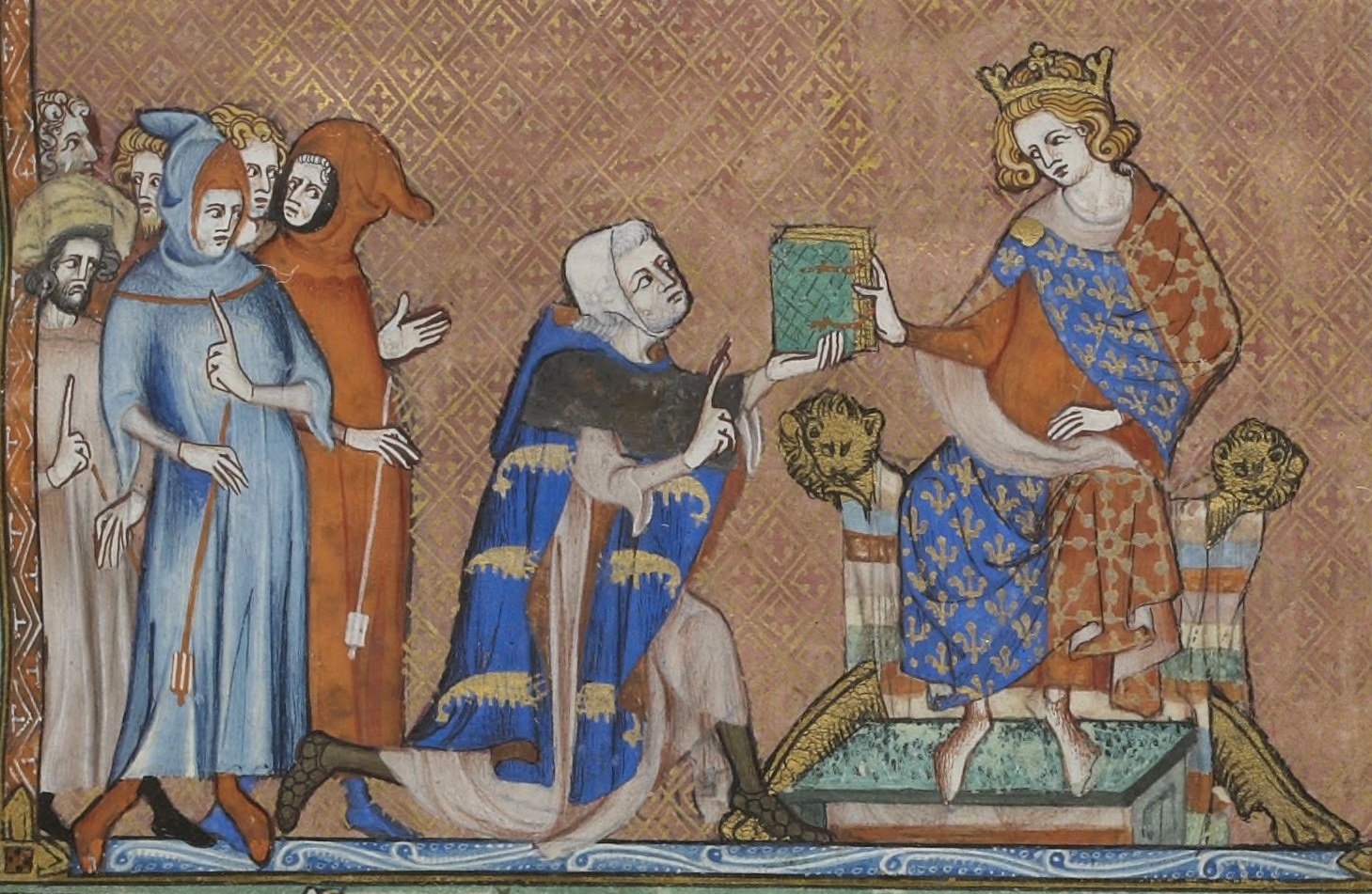
Jean de Joinville présentant son ouvrage Vie de Saint Louis au roi Louis le Hutin, (enluminure datant de vers 1330-1340).

Les dernières années de Simon de Joinville semblent s'être écoulées dans la paix, sinon d'avoir eu la douleur de perdre vers 1232 son fils aîné et héritier Geoffroy, né du premier lit. Simon s'attelle alors à trouver un mariage avantageux pour son nouvel héritier Jean, fils aîné du second lit, et le fiance encore enfant à la fille de la comtesse de Grandpré Marie de Garlande, récemment séparée de son fils aîné Geoffroy avant qu'il ne meure.
Simon de Joinville meurt au mois de mai 1233 et est inhumé dans l'abbaye de Clairvaux. Son fils et héritier, futur chroniqueur de la vie de Saint Louis, étant encore mineur, il le laisse sous la garde de sa veuve Béatrix d'Auxonne.
Au cours de sa carrière, Simon fonde deux villes neuves : celle de Mathons en juin 1208 et celle de Burey-la-Côte en 1229, auxquelles il donne la loi de Beaumont.
Tout au long de sa vie, il n'a eu de cesse d'établir la puissance de sa famille et de s'assurer de la pérennité du prestigieux titre de sénéchal de Champagne pour lui et sa descendance.

## Politique et administration

### Rapports avec le clergé
Comme ses ancêtres, Simon de Joinville a eu plusieurs différends avec les moines des abbayes dont il était l'avoué : celles de Saint-Urbain et de Montier-en-Der. Ainsi, le 4 mars 1229, il est menacé d'excommunication par l'évêque de Toul s'il ne répare pas les torts commis envers l'abbaye de Saint-Urbain dans les dix jours.
Simon se montre pourtant généreux en faveur de nombreuses abbayes et leur concède plusieurs dons, dont celles de Clairvaux, de Boulancourt ou encore de La Crête, mais aussi la collégiale Saint-Laurent, enclose dans les murs du château de Joinville,.

### Rapports avec le comte de Champagne
Le sire de Joinville est l'un des plus puissants barons du comté de Champagne.
En 1214, il est cité parmi les nombreux chevaliers bannerets provenant de Champagne et présent dans l'ost de Philippe Auguste lors de la bataille de Bouvines où il combat probablement en qualité de sénéchal de Champagne.
En 1212, il concourt avec les plus grands seigneurs champenois à l'ordonnance de Champagne sur le règlement de succession des fiefs entre filles et sur les duels, puis en 1224 à celle sur le partage des fiefs entre enfants mâles.
Puis, après sa soumission du 7 juin 1218 à l'issue de la guerre de succession de Champagne, il fait montre d'une totale fidélité envers le comte Thibaut IV, l'accompagnant ainsi lors de la croisade des albigeois en 1226 et rentrant en même temps que lui après les quarante jours imposés par les devoirs de vassalité.
Enfin, lors des conflits qui suivirent, il accompagne le comte dans sa chevauchée en Barrois en 1230 puis effectue une marche de nuit entre Joinville et Troyes afin de sauver la capitale du comte.

### Sénéchalat de Champagne

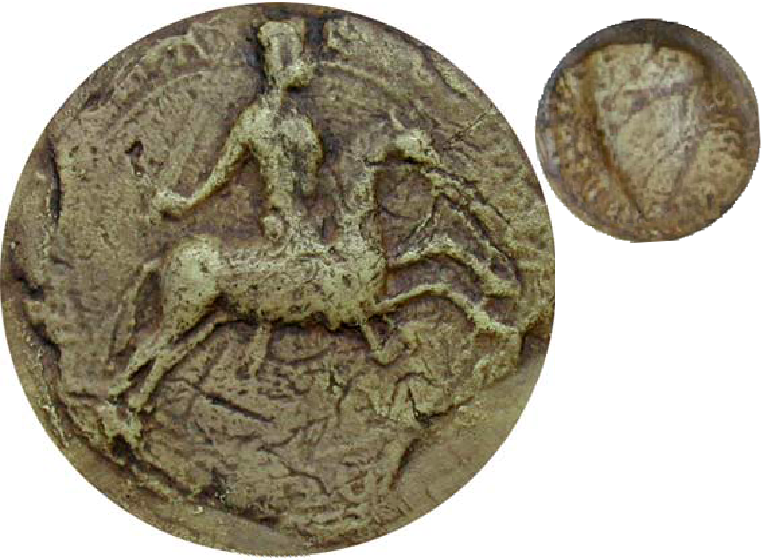
Sceau et contre-sceau de Simon de Joinville usés par le temps.

Simon de Joinville utilise pour la première fois son titre de sénéchal de Champagne dans une charte dès 1206, mais il attend huit années avant de l'utiliser de nouveau. Peut-être son investiture n'en a-t-elle pas encore été garantie par la comtesse Blanche.
En août 1214, Simon de Joinville prête serment de fidélité à Blanche et son fils, sous réserve de le reconnaissance de son titre de Sénéchal ainsi que de son hérédité. Toutefois, la comtesse refuse ce dernier point, indiquant qu'il appartiendra au futur comte d'en décider quand celui-ci atteindra sa majorité.
Cette décision aide sans aucun doute Simon à se déclarer en faveur du prétendant Érard de Brienne lors de la guerre de succession de Champagne, mais lorsque Simon se soumet en 1218, il impose la reconnaissance de l'hérédité de la sénéchaussée. Dans le traité qui s'ensuit, il déclare ne s'être révolté contre la comtesse Blanche et son fils que parce qu'ils refusaient injustement de reconnaître son droit héréditaire à la sénéchaussée.
Mais en 1224, Thibaut refuse de reconnaître ce traité et préfère renvoyer la question de l'hérédité au jour où cette charge se retrouvera vacante. Mécontent, Simon choisit néanmoins de se soumettre.
Puis en 1226, après s'être fâché avec le roi de France lors de la croisade des albigeois, le comte Thibaut, désireux de s'assurer de la fidélité de ses plus puissants vassaux, accorde enfin à Simon la sénéchaussée à titre héréditaire.
Enfin, en mars 1233, le comte Thibaut renouvelle sa charte de 1226 et confirme de nouveau l'hérédité de cette charge.
À la mort de Simon, sa veuve Béatrix d'Auxonne prend dans les chartes les titres de dame de Joinville mais aussi de sénéchale de Champagne jusqu'en 1238. Puis, lorsqu'elle nomme son fils Jean pour la première fois le 1er mai 1239, elle le désigne par les titres de sire de Joinville et de sénéchal de Champagne.
Cette charge était l'une des plus importantes du comté de Champagne et faisait l'objet d'un revenu important. On voit par exemple dans un acte du 22 mai 1223 que son frère cadet Guy reçoit du comte Thibaut la somme de 100 livres dues à Simon pour cette charge.

### Rapports avec son frère Guillaume de Joinville

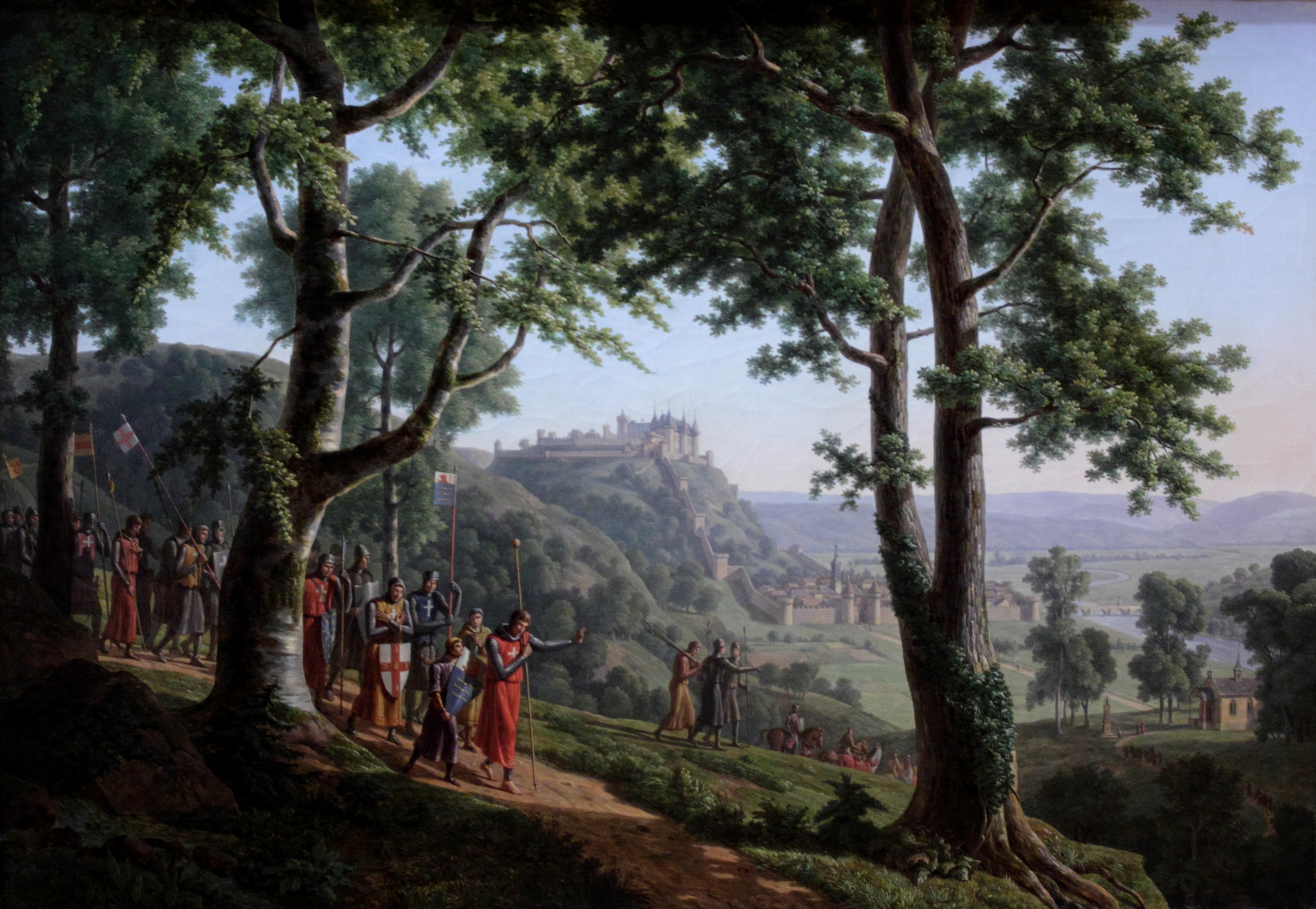
Vue du château et de la ville de Joinville, Alexandre Millin du Perreux, Musée des Beaux-Arts de Rennes.

Au début de la guerre de succession de Champagne, l'évêque Guillaume de Joinville se porte caution de la fidélité que son frère Simon est le premier à promettre à la comtesse Blanche de Navarre dès 1214 et déclare qu'il frappera la terre de Simon d'interdit et son frère d'excommunication si cette promesse n'était pas respectée.
Pour la suite du conflit, Simon et Guillaume semblent avoir été chacun dans un camp opposé. Ainsi, si Simon déclare rapidement son soutien au prétendant Érard de Brienne, Guillaume suit quant à lui la politique du pape Honorius III qui a apporté son soutien à la comtesse, à l'instar du roi de France. Guillaume montre son intégrité en 1216 en donnant son approbation au jugement de Philippe-Auguste qui affirme que le jeune Thibaut ne pourra être poursuivi avant ses 21 ans.
Mais en 1217, lorsqu'Érard de Brienne et ses partisans sont excommuniés, Guillaume refuse d'appliquer cette sentence malgré les monitions papales et préfère temporiser.
Puis à la fin du conflit, quand Simon, défait, est contraint de se soumettre, le château de Joinville est confié à Guillaume qui se porte de nouveau garant de la fidélité de son frère et qui promet de livrer le château à Blanche et à Thibaut si les engagements pris par son frère ne sont pas respectés.
En 1219, l'évêque Guillaume est promu archevêque de Reims, ce qui montre que son travail et sa probité ont été reconnus, même s'il a pu apporter un soutien détourné pour la cause de son frère. Plus tard, Guillaume se porte une nouvelle fois caution de Simon et s’engage à restituer les emprunts de son frère si celui-ci faisait défaut.

### Rapports avec son frère Guy de Joinville
Guy de Joinville, frère puîné de Simon, avait obtenu du partage de leur frère aîné Geoffroy V la seigneurie de Sailly, autrefois tenue par Simon lui-même. Mais il ambitionnait à plus, et revendiqua le sénéchalat de Champagne.
Simon, qui tient absolument à ce que ce titre reste dans sa lignée, préfère lui donner en compensation en septembre 1218 la moitié de toutes ses possessions en Champagne plus 40 livres. À ce prix, Guy renonce à toute prétention sur la sénéchaussée ainsi qu'à toute autre terre reçue en héritage par Simon. Leur frère Guillaume, alors évêque de Langres, fait ensuite savoir que la contestation entre ses deux frères est désormais réglée.
Les terres obtenues devaient être importantes, car en 1224 Guy de Joinville participe avec les plus grands barons champenois à l'ordonnance de Champagne sur le partage des fiefs entre enfants mâles, à laquelle participe également son frère aîné Simon.
En juin 1215, Guy de Joinville, seigneur de Sailly, fait hommage au compte de Champagne pour Donjeux. Puis en juin 1217, il se déclare l'homme lige de son frère avant tous, sauf le comte de Champagne.

### Épisode en Lorraine
Matthieu de Lorraine, fils du duc de Lorraine Ferry Ier et évêque déposé de Toul, tend une embuscade à son successeur Reinald de Chantilly et le fait assassiner le 27 mars 1217. Afin de le punir pour ce crime, son neveu le duc Thiébaud Ier de Lorraine part à sa recherche accompagné de Simon de Joinville.
Ils le retrouvent en avril 1217 sur le chemin de Void de Parupt à Saint-Michel-sur-Meurthe où il vient au devant d'eux dans l'espoir d'obtenir le pardon, mais Thiébaud ordonne à Simon de le tuer d'un coup de lance. Ce dernier refuse de tuer un membre de la famille de Lorraine, aussi le duc lui arrache sa lance des mains afin de transpercer lui-même son oncle et de le laisser sans vie,.

## Famille

### Mariage et enfants

Blason de la Maison de Walcourt.

Vers 1207, il épouse en premières noces Ermengarde de Montclair (ou de Walcourt), fille et héritière de Jean, seigneur de Montclair, de Walcourt et avoué de l'abbaye de Merzig, dont il a trois enfants, :
- Geoffroy de Joinville (mort vers 1232), il succède à sa mère comme seigneur de Montclair. Il épouse vers 1230 Marie de Garlande, veuve d'Henri IV, comte de Grandpré, fille de Guillaume IV de Garlande et d’Adèle de Châtillon, mais ils divorcent en 1232 sans avoir eu de descendance (Marie de Garlande épousera par la suite en troisièmes noces Anséric VII de Montréal). Il meurt avant son père fin 1232 ou début 1233 sans avoir eu de postérité.
- Isabelle de Joinville (morte vers 1268), dame de Montclair, qui épouse Simon IV, seigneur de Clefmont, veuf d'Ermessende de Vendeuvre, fils de Simon III de Clefmont et de Béatrix de Champlitte, d'où postérité.
- Béatrix de Joinville (morte vers 1249), qui épouse Guermond, vidame de Châlons, fils d'Hugues II de Châlons et d'Hawide de Châtillon, d'où postérité.

Blason de la Maison d'Auxonne.

Ermengarde de Montclair meurt après 1218 et, devenu veuf, Simon de Joinville épouse en secondes noces, en 1224, Béatrix d'Auxonne, divorcée d'Aymon II, seigneur de Faucigny, fille d'Étienne II, comte d'Auxonne et comte titulaire de Bourgogne, et de son épouse Béatrice de Chalon, dont il a six autres enfants, :
- Jean de Joinville, dit le Chroniqueur (mort en 1317), qui succède à son père comme seigneur de Joinville et sénéchal de Champagne. Il épouse en premières noces Alix de Grandpré, fille d'Henri IV, comte de Grandpré, et de son épouse Marie de Garlande, d'où postérité. Veuf, il épouse en secondes noces Alix de Reynel, fille de Gautier, seigneur de Reynel, et de son épouse Hélissent de Traînel, d'où postérité. Il accompagne Saint Louis pendant la septième croisade et reste connu pour être son chroniqueur et l'auteur de la Vie de saint Louis.
- Geoffroy de Joinville ou de Geneville (mort en 1314), qui devient seigneur de Vaucouleurs. Il épouse Mahaut de Lacy, veuve de Pierre de Genève, fille de Gilbert de Lacy et de son épouse Isabelle Bigot, d'où postérité. Par ce mariage, il obtient de vastes domaines dans les marches galloises et en Irlande, dont la moitié du comté de Meath. Il entre alors au service d'Henri III d'Angleterre, qui le fait baron de Trim en Irlande, puis d'Édouard Ier d'Angleterre[10].
- Simon de Joinville (mort en 1276), qui devient seigneur Marnay puis de Gex par son mariage[11]. Il épouse Leonette de Gex, fille d'Amédée (II) de Genève, seigneur de Gex, et de son épouse Béatrix de Bâgé[11], d'où postérité.
- Guillaume de Joinville (mort vers 1268), archidiacre de Salins en 1258, puis recteur d'Arthimurchir en Irlande vers 1260 et enfin doyen de Besançon jusqu'à sa mort vers 1268.
- Marie ou Simonette de Joinville (morte en 1263), qui épouse Jean, seigneur de Tilchâtel, fils de Guy IV de Tilchâtel et de son épouse Guillemette de Bourbonne, d'où postérité.
- Héloïse de Joinville (morte après 1312), qui épouse en premières noces Jean Ier, seigneur de Faucogney et vicomte de Vesoul, fils d'Aymon III de Faucogney et de son épouse Élisabeth, d'où postérité. Veuve en 1262, elle fonde l'abbaye de Montigny-lès-Vesoul[12],[13].

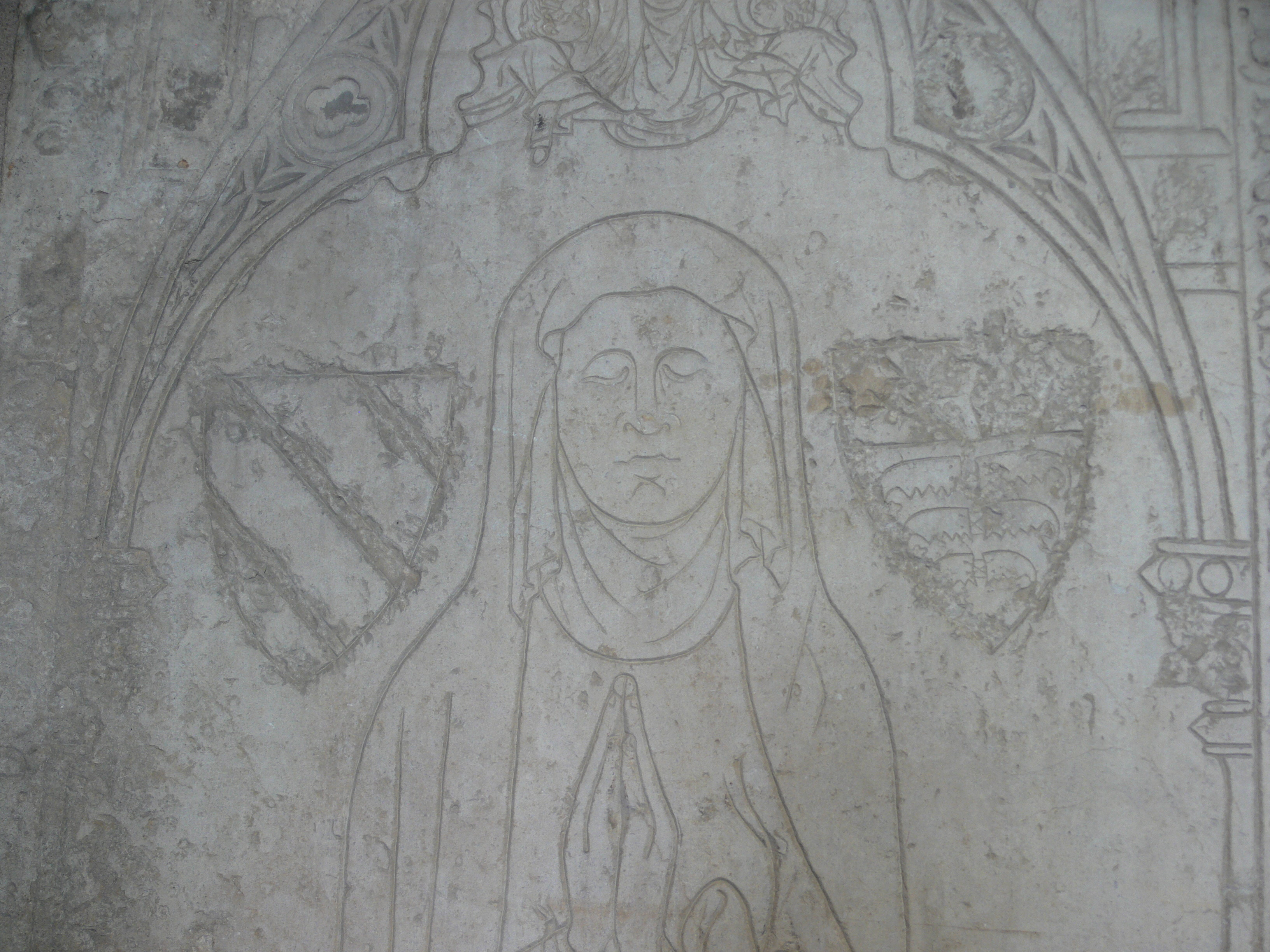
Pierre tombale d'Héloïse, la plus jeune des filles de Simon de Joinville, Musée Jean-Léon Gérôme, Vesoul, inv. 925.1.1

Blason de la Maison de Faucigny.

Devenue veuve en 1233, Béatrix d'Auxonne, dame de Marnay dont le château faisait partie de sa dot, meurt à son tour en 1260 et est inhumée à l'abbaye de la Charité. De son très probable premier mariage avec Aymon II, seigneur de Faucigny, elle avait déjà eu deux premiers enfants :
- Agnès de Faucigny (morte en 1268), qui épouse Pierre de Savoie, futur héritier du comté de Savoie, fils du comte Thomas Ier et de son épouse Marguerite de Genève, d'où postérité. Cette dernière nomme Simon de Joinville, fils de Béatrix d'Auxonne, fratri meo (« son frère »), dans son testament du 9 août 1268[14] ;
- Béatrix de Faucigny (morte après 1276), qui épouse Étienne II, seigneur de Thoire et Villars, fils d'Étienne Ier de Thoire et de son épouse Agnès de Villars, d'où postérité.